# Occidente, Paraíso
Occidente är en ort i Mexiko.   Den ligger i kommunen Paraíso och delstaten Tabasco, i den sydöstra delen av landet, 600 km öster om huvudstaden Mexico City. Occidente ligger 10 meter över havet och antalet invånare är 1 216.
Terrängen runt Occidente är mycket platt. Runt Occidente är det ganska tätbefolkat, med 179 invånare per kvadratkilometer. Närmaste större samhälle är Comalcalco, 8,1 km söder om Occidente. Trakten runt Occidente består till största delen av jordbruksmark.